# Centrale nucleare di Rivne
La  Centrale Nucleare di Rivne (in ucraino Рівненська атомна електростанція?, Rivnens'ka atomna elektrostancija), conosciuta anche come centrale nucleare di Rovno, è una centrale nucleare ucraina. La centrale è situata nell'Ucraina centrale, nei pressi della città di Varaš (fino al 2016 chiamata Kuznecovs'k) nell'oblast' di Rivne. Conta 4 reattori, 2 di tipo VVER440 e due di tipo VVER1000 per 2.657 MW complessivi.